# Leny Yoro
Leny Olivier Yoro (Saint-Maurice, 13 november 2005) is een Frans-Ivoriaans voetballer die doorgaans speelt als centrale verdediger. In juli 2024 verruilde hij Lille OSC voor Manchester United.

## Clubcarrière
Yoro speelde vanaf zijn vijfde levensjaar in de jeugd van Alfortville. Na een seizoen bij die club verhuisde hij met zijn familie naar het noorden van Frankrijk, waar hij bij Villeneuve-d'Ascq ging spelen. In 2017 werd hij opgenomen in de opleiding van Lille OSC. Na zijn eerste minuten gemaakt te hebben in het belofteteam mocht de verdediger in januari 2022 zijn eerste professionele contract tekenen, tot medio 2025.
Aan het einde van het seizoen 2021/22 mocht Yoro zijn debuut maken in het eerste elftal, toen op 14 mei in de Ligue 1 gespeeld werd tegen OGC Nice. Justin Kluivert zette die ploeg op voorsprong, waarna Jonathan David (tweemaal) en Timothy Weah met hun doelpunten namens Lille alsnog de zege binnenhaalden: 1–3. Yoro moest van coach Jocelyn Gourvennec op de reservebank beginnen en hij mocht in de achtenzeventigste minuut invallen voor Angel Gomes. Met zijn debuut werd hij de een-na-jongste speler in de clubgeschiedenis van Lille. Zijn eerste doelpunt als professioneel voetballer maakte Yoro op 24 augustus 2023, toen in de voorrondes van de UEFA Europa Conference League gespeeld werd tegen HNK Rijeka. Na een tegendoelpunt van Marco Pašalić maakte Edon Zhegrova gelijk en een minuut voor het einde van de reguliere speeltijd zorgde Yoro voor de overwinning: 2–1.
In de zomer van 2024 verkaste Yoro voor een bedrag van circa tweeënzestig miljoen euro naar Manchester United, waar hij zijn handtekening zette onder een verbintenis voor de duur van vijf seizoenen, met een optie op een jaar extra.

## Clubstatistieken
| Seizoen | Club              | Competitie     | Competitie | Competitie | Beker | Beker | Internationaal | Internationaal | Totaal | Totaal |
| Seizoen | Club              | Competitie     | Wed.       | Dlp.       | Wed.  | Dlp.  | Wed.           | Dlp.           | Wed.   | Dlp.   |
| ------- | ----------------- | -------------- | ---------- | ---------- | ----- | ----- | -------------- | -------------- | ------ | ------ |
| 2021/22 | Lille OSC         | Ligue 1        | 1          | 0          | 0     | 0     | 0              | 0              | 1      | 0      |
| 2022/23 | Lille OSC         | Ligue 1        | 13         | 0          | 2     | 0     | —              | —              | 15     | 0      |
| 2023/24 | Lille OSC         | Ligue 1        | 32         | 2          | 3     | 0     | 9              | 1              | 44     | 3      |
| 2024/25 | Manchester United | Premier League | 0          | 0          | 0     | 0     | 0              | 0              | 0      | 0      |
| Totaal  | Totaal            | Totaal         | 46         | 2          | 5     | 0     | 9              | 1              | 60     | 3      |

Bijgewerkt op 19 juli 2024.